# 아스팔트 콘크리트

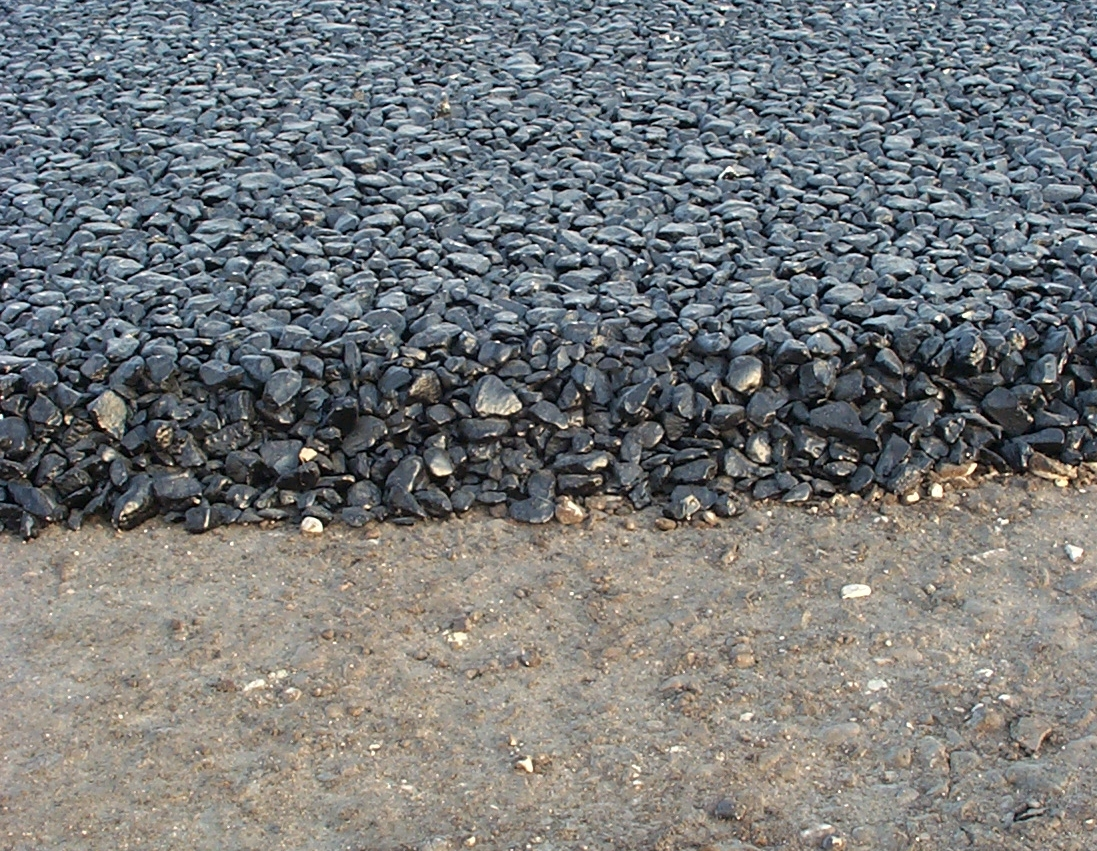
도로의 아스팔트

아스팔트 콘크리트(영어: asphalt concrete) 또는 줄여서 아스콘은 모래, 자갈 등의 골재를 녹인 아스팔트로 결합시킨 혼합물로, 도로 포장 등에 쓰는 건설 자재이다.

## 용어
아스팔트(asphalt) 혹은 아스콘(ascon)이라고 줄여서 쓰이며, 아스팔트 혼합물, 포장용 가열 아스팔트 혼합물(KS F 2349규격), HMA(hot mix asphalt)등의 호칭으로 쓰이고 있다. 아스팔트로 쓰이고 있으나, 이는 역청을 뜻하며, 아스팔트 콘크리트 혹은 그 줄임말인 아스콘이 바른 표현이다.

## 역사
천연 아스팔트 시멘트는 중세 시대부터 쓰였으며, 19세기 중후반부터는 도로 포장에 쓰였고, 20세기 초에는 중유를 증류하여 인공 아스팔트를 대량으로 얻을 수 있게 되었다.

## 특징
아스팔트는 색이 어두워 빛을 조금 반사하고 대부분의 빛은 흡수한다. 이에 따라 일반적으로, 아스팔트 콘크리트로 포장된 도로는 흙이나 풀로 이루어진 땅보다 온도가 높다. 또한 아스팔트 콘크리트로 포장된 도로 위로 차량이 다니다 보면 타이어와 노면이 마찰되면서 열이 발생하기 때문에 상대적으로 온도가 더 높은 경향이 있다. 아스팔트와 콘크리트의 골재, 시멘트 등이 서로 결속되어 있기 때문에 흡수한 열을 잘 방출하지 못하는 특징도 있다. 그대신 여러 모터스포츠에 나오는 차량은 강한 접지력을 요구하기 때문에 오히려 온도가 높아 타이어가 잘 달라붙어서 안정성이 더해지는 장점이 있다.

## 종류

### 가열 아스팔트
일반 가열아스팔트(hot mix asphalt, HMA)

### 중온아스팔트
중온아스팔트(warm mix asphalt, WMA)는 유해성 가스 배출을 감소시킬 수 있는 장점을 갖고 있어 친환경 도로건설을 위한 합리적인 기술이다. 기본 원리는 아스팔트 바인더의 점도를 낮추어 중온에서 골재를 코팅하여 아스팔트 혼합물을 생산하는 방법이다.
1996년 독일에서 아스팔트 포장 시 발생하는 유독가스에 노출되는 문제를 제기하였고, 유럽에서는 온실가스 감소를 위해 1995년 MHI에서 중온아스팔트 기술을 발명했고, 1996년 쉘 비유멘(Shell Biyumen)과 콜로 바이데케(Kolo Veidekke)는 폼드아스팔트를 이용한 중온아스팔트 기술을 개발했다. 1999년 폼드아스팔트를 이용한 중온아스팔트 포장이 노르웨이에서 처음 시도되었으며, 제올라이트를 이용한 중온아스팔트 포장은 독일에서 처음으로 시공되었다. 2002년 미국에 중온아스팔트 기술이 도입되었으며, 2007년 뉴욕에서 중온아스팔트 기술이 사용되었다.
중온아스팔트는 에너지를 절약할 뿐아니라 대기오염을 감소시키며, 배송시 온도저하 시간이 오래걸려 기후조건이 열악한 추운지역이나 겨울철에도 아스팔트 포장을 할 수 있게 하고, 점도감소는 가열아스팔트와 비교하여 상대적으로 높은 다짐밀도를 나타내고, 산화작용을 감소시켜 특히 재활용골재 혼합물에서 균열발생을 억제한다.
중온아스팔트 기술은 3가지로 분류한다.
- 폼드아스팔트(foaming) 사용
- 화학첨가제 사용
- 유화아스팔트 첨가제 사용[4]

### 재생아스팔트
재생아스팔트 골재(reclaimed asphalt pavement, RAP) 사용

### 고무아스팔트
고무아스팔트포장의 종류에는 SAM(Stress Absorbing Membrane), SAMI(StressAbsorbing Membrane Interlayer), ARC(Asphalt Rubber Concrete)등이 있다.

#### SAM
SAM(Stress Absorbing Membrane)은 표층 처리용으로 쓰이며 도로표면에 고무아스팔트를 뿌리고 이 고무아스팔트가 뜨거울 때 즉시 골재를 그 위에 뿌림으로써 고무아스팔트와 골재가 결합하는 칩씰공법을 사용하며 고무아스팔트양은 약 3.0L/m2정도이고 최종SAM의 두께는 9 ~ 19mm가 된다. 표층에 뿌려진 골재가 여러층으로 겹쳐지기 때문에 두께도 두꺼워지고 미끄럼에 대한 저항성이 증대된다. SAM은 1968년에 처음 시공되었는데 골재조직이 치밀하지 못한 단점이 노출되었다.

#### SAMI
SAM의 단점을 극복하기 위하여 SAM을 덧씌우기 하기전에 시공하였으며 이러한 공법이 SAMI(Stress Absorbing Membrane Interlayer)인 것이다. SAMI는 1971년에 피닉스시에서 최초로 시공되었다. SAMI는 기존의 시멘트 포장을 아스팔트포장으로 덧씌우기할 때, 또는 기존의 아스팔트 포장의 균열을 보수할 때, 물성이 서로 다른 층의 거동으로 인하여 발생되는 반사균열을 방지하기 위하여 중간층을 두므로써 응력을 흡수하는 역할을 한다.
SAMI는 기존의 아스팔트 플랜트에서 고무아스팔트와 골재를 혼합하여 제조하는 PlantMix방식이며 SAMI포설방법은 SAM과 비슷하지만 SAMI는 수평방향으로의 변형을 최대한 줄일 수 있기 위해서 고무아스팔트위에 뿌리는 골재양을 최소화하여야 하고, 수직하중을 아래층으로 전달하는데 있어서 과도한 처짐이 덧씌우기충에 발생하지 않도록 층의 두께를 SAM보다 얇게 하여 약 6 ~ 13mm정도의 두께로 포설한다.

#### ARC
ARC(Asphalt Rubber Concrete)는 일반아스팔트 포장과 똑같으며 아스팔트 바인다에 고무분말이 첨가된 고무아스팔트 혼합물이다. 이 경우에 내구성이 증대하며 산화가 감소하고 균열저항특성이 증대된다. 고무아스팔트 혼합물에는 밀입도와 갭입도, 그리고 개립도 아스팔트 혼합물로 나눌 수 있으며 이 중에서 갭입도와 개립도 혼합물이 가장 널리사용되 고 있다.
갭입도(Gap Grade) 고무아스팔트 혼합물은 골재의 맞물림효과로써 소성변형방지에 효과가 좋은 갭입도를 사용하며 갭입도에서 발생하기 쉬운 균열 및 골재탈리를 방지하기 위하여 고점도 개질 아스팔트인 고무아스팔트를 사용하여 현재 신기술로 주목되고 있는 SMA포장이나 배수성포장과 개념을 같이하는 것이라 할 수 있다.
고무아스팔트 포장의 두께는 약 1in(2.54cm)정도로 최소두께를 적용하고 있는데, 최소두께를 적용함으로써 소성변형을 방지하며 아스팔트혼합물층의 두께가 너무 얇게 될 경우 발생되는 골재탈리 및 균열을 예방하기 위하여 최적 아스팔트 함량이 8%내외에서 결정됨으로써 아스팔트가 골재를 두껍게 피복하며 또한 고무아스팔트의 인성으로 인하여 골재탈리 및 균열방지에도 좋은 효과가 있다.
개립도(Open Grade) 고무아스팔트 혼합물은 갭입도보다 아스팔트 함량이 많이 들어가며 강도측면에서는 갭입도보다 약하나 인성을 가지고 있어서 균열을 억제할 수 있는 장점을 가지고 있다. 따라서 시멘트포장 위에 아스팔트포장 덧씌우기를 할 경우 필연적으로 발생하는 반사균열 (Reflection Crack)을 억제할 수 있는 포장으로 기대되고 있다.

#### CRM 아스팔트
CRM(crumb rubber modified) 아스팔트는 고무아스팔트의 일종으로 폐타이어를 분쇄한 고무분말을 약 200도에서 아스팔트와 혼합하여 만든다. 고무타이어 분말은 약 2 mm 정도이며, 점성을 낮추는 첨가제로 등유나 오일을 쓰기도 한다. 고무아스팔트는 일반아스팔트에 비해 높은 점도와 저온에서 낮은 강성을 갖게되는데,높은 점도는 교통하중에 의해 발생되는 높은 웅력과 변형에 대해 저항하는 힘이 크고 저온에서의 낮은 강성은 저온균열에 대한 저항성이 크게 된다. 또한 고무아스팔트의 신축성으로 인하여 반사균열에 좋은 효과를 주고 있으며 폐타이어내에 존재하는 카본블랙은 아스팔트의 산화를 방지하는 효과를 주고 있어서 아스팔트 포장의 장기노화를 방지하는 효과가 있다.
1964년 맥도날드(C. McDonald)는 열과 화학약품으로 처리한 폐타이어 분말을 아스팔트에 첨가하여 균열충전, 방수효과를 얻었다. 슬러리실 공법에 처음 사용하였으며, 1972년에는 등유를 혼합하여 점도를 낮추었고, 1975년에는 아스팔트에 폐타이어 분말 20%를 혼합하고 등유 대신 증량제 오일로 처리하는 기술을 개발했다.

### 암석 아스팔트
암석 아스팔트는 천연 아스팔트인 암석과 혼합하여 만든 아스팔트이다.